# Виммербю
Виммербю (швед. Vimmerby) — город в Швеции, административный центр коммуны Виммербю Кальмарского лена.
Население — 7827 человек.
Дата основания Виммербю неизвестна. Впервые упоминание о нём встречается в дарственной грамоте от 1350 года, но, вероятнее всего, он возник ещё во времена викингов. Развитие города было связано с торговлей скотом и производством изделий из кожи. Численность населения города оставалась, однако, небольшой. Между 1532 и 1604 годом его привилегии были упразднены. В XX веке Виммербю испытал относительно быстрый рост.
Главная улица города, Стургатан (Storgatan), до сих пор сохраняет очертания, которые она получила при застройке в Средние века. В городе большое количество старых деревянных зданий.
В Виммербю c 1981 года работает детский парк развлечений "Мир Астрид Линдгрен" (Astrid Lindgrens Värld), посвящённый персонажам книг этой шведской писательницы.
При написании книги «Эмиль из Лённеберги» Астрид Линдгрен пользовалась воспоминаниями о своём детстве, проведённом в Виммербю.

## Известные уроженцы
- Линдгрен, Астрид Анна Эмилия — шведская детская писательница.